# 星际争霸 (游戏)
《星海爭霸》是由暴雪娛樂製作發行的一款著名即時戰略遊戲。這是星海爭霸系列遊戲的第一部作品，於1998年3月31日正式發行。截至2009年2月，《星海爭霸》在全球範圍內已經售出了超過1100萬套，是PC平臺上銷量最高的遊戲之一。許多媒體給予了這款遊戲很高的評價，認為其是一部經典的即時戰略遊戲。遊戲第一作有一部資料片，名字為《星海爭霸：怒火燎原》；其續作《星際爭霸II：自由之翼》已於2010年7月27日發行。
遊戲描述了26世紀初期，位於銀河系中心的三個種族在克普魯星際空間中爭奪霸權的故事。三個種族分別是：地球人的後裔人族（Terran）、一種進化迅速的生物群體蟲族（Zerg），以及一支高度文明並具有心靈力量的遠古種族神族（Protoss）。遊戲三個獨特種族的創新設計得到了好評。
《星海爭霸》提供了一個遊戲戰場，用以玩家之間進行對抗。這也是該遊戲以及所有即時戰略遊戲的核心內容。在這個遊戲戰場中，玩家可以操縱任何一個種族，在特定的地圖上採集資源，生產兵力，並摧毀對手的所有建築取得勝利。遊戲同時為玩家提供了多人對戰模式。在韓國這一項目尤為盛行，併發展出了職業的遊戲比賽。大量選手在電視聯賽上進行對抗，贏得了很高的知名度。
在2017年，暴雪舉辦「I <3 StarCraft」電競賽事的前幾天，於官方網站經典遊戲區的販售網頁，原本販售的《星海爭霸》經典合輯出現「售罄（SOLD OUT）」字樣，由於數位版不太可能賣完，引發媒體懷疑是否將推出重製版。電競活動當日3月26日，暴雪娛樂共同創辦人及執行長迈克尔·莫怀米現場宣布《重製版》，將在2017夏季上市。於2017年8月15日《星海爭霸》及《星海爭霸：怒火燎原》資料片高畫質重製版正式發售。舊版本的星海爭霸由2017年4月19日成為免費遊戲。

## 游戏内容
遊戲描述了26世紀初期，位於銀河系中心的三個種族在克普魯星區中爭奪霸權的故事。三個種族分別是：地球人的後裔人族（Terran）、一種進化迅速的生物群體蟲族（Zerg），以及一支高度文明並具有心靈力量的遠古種族神族（Protoss）。遊戲三個獨特種族的創新設計得到了好評。《星海爭霸》三個種族幾近完美的平衡性堪稱即時戰略遊戲的典範。不同的種族雖然擁有不同的建築、單位和科技，但在對抗過程中卻處於幾乎完全平衡的狀態，一般認為沒有哪個種族具有先天的優勢。一場遊戲會在一個特定的遊戲地圖上進行。玩家通過採集資源建設基地，生產各種部隊，並操縱部隊進行進攻，最終摧毀對手的所有建築以取得勝利。每一種部隊都具有不同的能力和屬性，在科技樹上也具有不同的位置。玩家需要恰當地運用戰術來操縱各種部隊獲得勝利。
其中，人類的部隊單體耗費資源量適中但作戰能力一般，人類的戰術多樣，恰當兵種的搭配可以獲得強大的聯合作戰能力。相比之下，神族的部隊成本較為昂貴，但單兵作戰能力強，並且擁有豐富的技能。這使得玩家需要採用特定的戰術，並精細地操作每一個部隊。而蟲族擁有最快的部隊繁殖速度，部隊廉價。雖然單兵作戰能力較弱，不過可以從數量上彌補。這要求玩家具備大規模控制的能力，以及對兵種的組合能力。

<div font-size:"75%">星际争霸地图Lost Temple全貌，图中的长方形即为资源点。

### 战场概述
《星海爭霸》中所有的遊戲都發生在一片特定的戰場上，被稱作“地圖”。玩家的初始基地出現在地圖的特定方位，旁邊是一些晶礦（Mineral）和一座高能瓦斯礦（Vespene Geyser）。所有的種族都要依靠採集這些資源來進行發展。晶礦用於生產基礎的部隊和建築，而高能瓦斯則用來研發更高級的科技和生產更強大的兵種。兩種資源都通過一種稱作「工兵」（Worker）或“農民”的部隊——人類的太空建造車（SCV）、神族的探測機（Probe）、蟲族的工蟲（Drone）——進行採集。其中晶礦可以直接開採，而高能瓦斯則需要在高能瓦斯礦（Vespene Geyser）之上修建一個精煉器方可採集。
建造任何部隊和建築都需要消耗上述兩種資源之一或全部。除此之外，三個種族還具有“人口”的限制。每生產一個單位需要消耗一定的人口，而一些特定的建築單位可以提供人口，這種建築或單位統稱為“房子”，分別對應著人族的補給站（Supply Depot）、神族的水晶塔（Pylon）以及蟲族的“王蟲”（Overlord）。儘管玩家可以生產很多個“房子”，但其總人口卻有一個上限——200。也就是說：一場遊戲中一個種族最多擁有200人口單位的部隊。值得注意的是，不同的單位佔用的人口數目不同，一般而言，戰鬥力越強的單位佔用的人口越多。一個玩家的多個種族的人口總數是分開計算的，所以可以通過搶奪敵方不同種族的工兵來獲得加倍的可用人口基數。
每一张地图上都有数个资源点（或称“矿区”）。一般情况下，玩家的资源采集速度与其占领的资源点数目成正比。因此，占领的资源点越多，玩家的部队就可生产得越快，从而获得兵力上的优势，进而击败对手。因而在游戏中，大多数的局部战斗都发生在资源点的争夺上。

### 游戏阶段
正常的《星海爭霸》遊戲對戰按照時間順序，大概分為四個階段：前期、中期、後期和大後期。
遊戲的前期通常指遊戲開始至玩家的第一片分礦完成的時期，大約在0-6分鐘。這一段時間中，玩家通常會最大限度地發展經濟，並進行偵察；另外一種相反的選擇則是快攻，利用前期的兵力優勢最大限度打擊對手甚至直接取得比賽勝利。遊戲的6至15分鐘屬於中期，此時玩家雙礦成型，開始大規模生產兵力，升級科技，繼續佔領更多的資源點，並偵察對手的動向。這一時期也被稱作“營運期”。與此同時雙方的部隊也會不斷地發生小規模接觸，並且互相干擾發展。遊戲的後期雙方的部隊開始爆發大規模交戰，或者互相進攻基地。通常一方會取得明顯的兵力優勢因而獲勝。如果30分鐘後雙方仍然僵持不下，則遊戲進入“大後期”。地圖上的資源多半已經採集殆盡，玩家利用有限的存餘資源繼續對抗，直至一方退出遊戲。迄今為止，最長的一場職業星海比賽持續了3個小時17分鐘。

### 多人游戏（PVP）
“多人遊戲”指不同的玩家通過網際網路或區域網路連接同時進行遊戲；多人遊戲中也可以包含電腦玩家。暴雪為《星海爭霸》提供了五種進行多人遊戲的途徑：
- Battle.net對戰平臺（最多8人）
- IPX協定區域網路連接（最多8人）
- Modem连接（最多2人）
- 直接電纜連線（最多4人）
- UDP協定區域網路連接（最多8人）

此外，中國大陸的許多遊戲對戰平臺通過特殊的方法使用UDP協議讓玩家在網際網路上進行遊戲。在多人遊戲中，除了常規的以摧毀對手所有建築為目標的對戰，還包括了組隊對抗（Top vs. Bottom）、奪旗模式（Capture the Flag）等等。在韓國星海爭霸對戰尤為盛行，並發展出了職業的遊戲比賽。大量選手在電視聯賽上進行對抗，贏得了很高的知名度。玩家還可以通過地圖編輯器StarEdit來自己編寫任務或者其他有趣的模式，比如類似RPG的遊戲，甚至模擬足球比賽。
《星海爭霸》同樣是少數包含“子版本”（Spawn Version）的遊戲。一個產品序號可以在最多8台電腦上安裝子版本。這種子版本無需光碟即可運行，但只能進行多人遊戲，不具備進行單人任務和編輯地圖的能力。

<div font-size:"75%">一場神族Vs神族的遊戲錄影。錄影中可以看到雙方的視野，可以點選每一個單位查看屬性。

### 遊戲錄影
自1.08版本以後，《星海爭霸》包含了錄影（Replay）功能。該功能允許玩家在遊戲結束後將整場遊戲存儲為一個影片，便於以後觀看。錄影中包含了遊戲地圖、玩家資訊，以及遊戲的全過程。《星海爭霸》影片檔以rep結尾，可以與他人共用。錄影的重播需要《星海爭霸》的主程式，因為錄影檔只是記錄了遊戲地圖及玩家操作，而不是遊戲畫面。影片的播放介面類似於遊戲介面，玩家可以自由觀看地圖的每一個方位，也可以控制播放進度。一系列的協力廠商程式被開發出來，用於更好地分析錄影中的資訊（如APM）。

## 游戏情节与种族
除了遊戲戰場，《星海爭霸》同樣包含了一套生動精彩的科幻風格遊戲劇情。這套劇情主要由克里斯·梅森和詹姆斯·菲尼所創，通過遊戲內的任務摘要、對話、關鍵點上的過場動畫以及遊戲手冊向玩家呈現。
遊戲的情節設定於西元25世紀末至26世紀初，發生在遙遠的銀河系中心的克普魯星區。玩家通過扮演三個種族中的匿名角色，完成給定的任務以穿透劇情。原版《星海爭霸》劇情分為三個章節，依次以人類、蟲族和神族為故事主線。而此後的劇情則包含在資料片《星海爭霸：怒火燎原》中。

<div font-size:"75%">大部分游戏情节通过任务简介向玩家呈现，包含人物的头像和他们的对话语音。

### 人族（Terran）
《星海爭霸》中的“人類”是未來世界中的人類的一個想像版本。根據遊戲手冊中的內容，21世紀後期人類文明飛速發展，而伴隨而來的人口問題迫使國際組織“地球聯合理事會”（UED）流放了一批“人類中的不良元素”，包括罪犯和基因變異者。最終他們抵達銀河系中心的克普魯星區，很快陷入政權紛爭中。一個名為“人類聯邦”的組織最終取得勝利，成為星區內最強大的政權。與此同時，一個反政府組織“克哈之子”也在聚集力量。然而，就在遊戲開始之前的西元2499年，聯邦發現數個邊境殖民地遭到一種外星生物蟲族的感染，隨後神族為了避免感染擴散而焚毀了這些行星。由於同時遭遇兩種外星人的入侵，人族陷入了極度的恐慌。
在第一章節的人族劇情《反抗的號角》（Rebel's Yell）中，玩家作為瑪爾薩拉殖民地行政長官與當地民兵警長吉姆·雷諾意圖拯救遭到蟲族入侵的瑪爾·薩拉殖民地，但在消滅蟲族的感染時雷諾卻被聯邦以破壞軍事設施為由逮捕。再加之所在的殖民地幾近淪陷，玩家加入了阿克圖洛斯·蒙斯克的“克哈之子”反政府組織。雷諾同時被營救出來，並繼續與玩家並肩作戰。隨後，憑藉在瑪爾·薩拉上竊取的聯邦科技，蒙斯克將蟲族吸引到了一顆聯邦行星上，並消滅了這裡的所有聯邦軍隊。在勸降了艾德蒙·杜克將軍後，蒙斯克再次使用這一科技，將蟲族吸引到了聯邦的首都行星塔桑尼斯上。此舉徹底摧毀了聯邦。蒙斯克隨即成立了新的政府“自治聯盟”，並登基為“皇帝”。然而，由於蒙斯克將手下莎拉·凱利根遺棄在了塔桑尼斯，雷諾極為憤怒，率領了一支小型艦隊脫離了克哈之子。
在遊戲對戰中，人族的戰術多樣，通常可以選擇步兵和機械化部隊兩條科技路線。前者對經濟需求較低，機動性好，但對操作水準要求較高；後者對經濟需求明顯，但一旦成型威力巨大。特別地，人族的建築在遭到嚴重破壞後會起火燃燒，直至燒毀。

以下為重製版官方繁體中文翻譯的人類單位和英雄軍階表。
| 單位名稱 | 戰巡艦      | 科學船 女武神 | 亡靈戰機 | 醫護兵       | 運輸機               | 攻城坦克                | 巨人       | 禿鷹      | 火焰兵                 | 幽靈特務 | 陸戰隊 | 太空工程車 |
| -------- | ----------- | ------------- | -------- | ------------ | -------------------- | ----------------------- | ---------- | --------- | ---------------------- | -------- | ------ | ---------- |
| 單位軍階 | 准將        | 少校          | 上尉     | 中尉         | 准尉                 | 首席士官長              | 上士       | 中士      | 下士                   | 特種兵   | 一等兵 | 二等兵     |
| 英雄名稱 | 埃德蒙‧杜克 | 斯杜柯夫      | 麥哲倫   | 湯姆卡贊斯基 | 吉姆雷諾(海伯利昂號) | 莎拉‧凱利根 薩米爾‧杜蘭 | 艾倫‧施薩  | 古伊‧孟塔 | 吉姆雷諾(禿鷹和陸戰隊) |          |        |            |
| 英雄軍階 | 上將        | 中將          | 准將     | 上校         | 上尉                 | 中尉                    | 一等士官長 | 上士      | 警長                   |          |        |            |

### 虫族（Zerg）
蟲族由遠古的薩爾那加族（Xel'Naga）創造，通過吸取其他生物的基因來進化自身。所有的蟲群都服從于一個智慧生命體“主宰（Overmind）”。蟲群沒有思想，服從於受主宰控制的腦蟲的命令。他們可以在任何極端環境下生存，並且依靠不斷地選擇性地吸收和同化更高等的生物以達到基因上的完美純淨。他們所有的部隊都通過幼蟲孵化而成，而蟲族的棲息地周圍蔓延著一種有機質蟲苔，蟲族的建築亦必須在蟲苔上建造。
在第二章節蟲族劇情《主宰》（The Overmind）中，玩家扮演蟲群中的領導角色“腦蟲”（Cerebrate），負責照料蟲群捕獲來的擁有強大的精神力量的莎拉·凱莉根。很快，凱莉根重生並成為了蟲族的一員，釋放出了比從前強大許多的幽能力量。與此同時，神族領袖塔薩達（Tassadar）發現了只有那些被稱為“異教徒”的黑暗聖堂武士才真正有能力殺死蟲族的腦蟲。因此，他聯合了黑暗聖堂武士澤拉圖（Zeratul）刺殺了查爾行星上的一隻腦蟲。這使得部分蟲群陷入了混亂，但很快被其他蟲群肅清。然而，此舉同樣使主宰獲知了他尋找了數個世紀的神族母星艾爾行星的準確位置。很快，蟲族突破了神族的強大防線成功入侵了艾爾，而至高無上的思想載體“主宰”亦現身在一座薩爾那加神廟的遺跡上。
在游戏中，虫族拥有最惊人的兵力繁殖速度，以及最让人难以揣测的战术。但单兵作战能力普遍较低，常常需要通过数量上的优势以及兵种的配合击败对手。

### 神族（Protoss）
神族是宇宙中的一種高度發達的智慧生命種族。他們被認為是宇宙中科技最為領先的種族，掌握了時空傳送（Warp Gate）、等離子護罩等技能。在遠古時期，他們曾經接受過薩爾那加族（Xel'Naga）的改造，因而以艾爾行星為中心產生了完整的種族心靈連結。神族同樣分為兩個社會，傳統的信奉“Khala”（意為The Path of Ascension，升天之路）的神族，和被流放的黑暗聖堂武士。神族的建築同樣依靠心靈連結，因此必須修建在水晶塔（Pylon）的能量範圍之內。一旦水晶塔被毀，則建築無法正常運作。
在神族的劇情，第三章節《墮落》（The Fall）中，玩家作為神族軍隊執行官與執法官奧達里斯（Aldaris）、執政官費尼克斯（Fenix）並肩保衛著遭到入侵的家園艾爾。同時，最高議會也在追捕擅自聯合異教徒的塔薩達。然而，玩家和費尼克斯在追捕的過程中，選擇了幫助塔薩達。一場神族內戰於是爆發。由於不忍看到兄弟互相殘殺，塔薩達一度進入了最高議會的監牢，但很快被費尼克斯救出。隨後，澤拉圖再次刺殺了艾爾上的兩隻腦蟲，向最高議會展示了只有黑暗聖堂武士的能量才能擊敗蟲族，雙方和解。最終，神族發動了對蟲族的決戰。在吉姆·雷諾的幫助下，神族突破了蟲族的最後防線，摧毀了主宰的外殼。在最後關頭，塔薩達在旗艦中聚集了光明與黑暗的雙重聖堂力量，毅然撞向了主宰。雙方同歸於盡。
在對戰中，神族的單兵作戰能力最強，且技能極為豐富和強大。但是神族的機動性普遍一般，並且對經濟和人口消耗較大。

## 游戏开发
暴雪娛樂於1995年開始著手《星際爭霸》的開發。起初，設計者使用了《魔獸爭霸II》的引擎，並首先在1996年的電子娛樂大展上公開展示。當時的版本由該團隊的首席程式設計師鮑勃·菲奇完成，但得到了很低的評價，並被譏諷為“太空中的魔獸爭霸”。於是整個遊戲被重新設計，專注于建立三個差異性大的種族。比爾·羅普耳表示，《星海爭霸》將會改變《魔獸爭霸》兩個陣營的設計，使玩家能夠創造獨一無二的戰略戰術來對付其他兩個種族。1997年初，一個新版本重新發佈，獲得了大部分的正面評價。
然而，此時的遊戲版本仍然面臨著許多技術性問題。鮑勃·菲奇隨即在兩個月內重新設計了遊戲引擎，實現了許多原先設計師期望的特技，如匿蹤與鑽地。隨後，設計師通過預渲染的人物形象和背景圖像使遊戲品質大幅提升，並將遊戲視角從正上視角改為45度的立體斜向視角。此外，《星際爭霸》使用了暴雪娛樂的作曲家創作的高品質音樂，並聘請了專業的配音演員。
儘管如此，該款遊戲的開發進度仍顯緩慢。這使得官方論壇上一群自稱“任務迫不及緩”（Operation Can't Wait Any Longer）的星海迷們撰寫了一系列科幻小說，意圖嘗試從加州歐文的暴雪總部拿到遊戲的Beta版本，但行動並未成功。儘管如此，出於對這些狂熱遊戲迷的敬意，暴雪娛樂將這個團體的名字縮寫加入了遊戲，作為一個能夠加速單位生產速度的作弊碼“Operation CWAL”，並在遊戲的開發人員名錄中表示了對他們的感謝。最終，《星際爭霸》於1998年3月31日正式發行，Mac OS版本亦在次年3月發行。1999年，任天堂64版本的《星際爭霸64》開始由Mass Media開發，並於2000年6月13日（美國）、2000年6月16日（歐洲）由任天堂發行。
而在遊戲發行後，暴雪娛樂並沒有停止設計開發工作。他們不斷地發佈新的遊戲補丁，用來調整平衡性、修復遊戲漏洞、改善遊戲體驗。

### 游戏音乐
遊戲中的音效和背景音樂主要由暴雪娛樂的作曲家完成。其中，德里克·杜克與傑森·哈耶斯完成了遊戲中背景音樂的創作，格蘭·斯坦福則負責過場影片中的配樂。特雷西·布希提供了更多的音樂支援。遊戲音樂普遍得到了很好的評價，如“旋律優美、聲音深沉而豐滿”（Appropriately melodic and dark）及“令人難忘”（impressive）其中一位評論者指出部分遊戲音樂受到了由傑瑞·高史密斯配樂的電影《異形》（Alien）的啟發。
2000年，暴雪娛樂發佈了第一張官方遊戲音樂專輯，選取了《星際爭霸》和《星海爭霸：怒火燎原》中的遊戲音樂，以及一部分韓國DJ創作的重混曲。這部專輯由Net Vision Entertainment發行。2008年10月，暴雪娛樂在iTunes上又發佈了《星際爭霸》原聲帶，包含了所有《星海爭霸》、《母巢之戰|怒火燎原》以及其過場影片中的主題音樂。同年11月，暴雪音樂專輯《戰爭的迴響》發佈，包含了數首管弦樂版本的《星海爭霸》主題音樂。
| 《星海爭霸》遊戲音樂專輯1 曲目列表 | 《星海爭霸》遊戲音樂專輯1 曲目列表                       | 《星海爭霸》遊戲音樂專輯1 曲目列表 |
| 曲序                               | 曲目                                                     | 时长                               |
| ---------------------------------- | -------------------------------------------------------- | ---------------------------------- |
| 1.                                 | Prologue: Requiem（暴雪娱乐作曲）                        | 2:13                               |
| 2.                                 | Rescue The Marines (重混曲)（"Honey Family"作曲）        | 3:47                               |
| 3.                                 | Nuclear Attack（Jung Dana作曲）                          | 4:11                               |
| 4.                                 | 12th Area (人類主題曲)（"Jijix"作曲）                    | 4:29                               |
| 5.                                 | Zerg Are Coming (虫族主题曲)（Shin Hae Chul作曲）        | 4:37                               |
| 6.                                 | Kerrigan（暴雪娱乐作曲）                                 | 4:14                               |
| 7.                                 | I Felt It Was You（"Mina"作曲）                          | 3:39                               |
| 8.                                 | John's Prediction（"MC Sniper"作曲）                     | 5:08                               |
| 9.                                 | Overmind Theme（Nam Koong Yun作曲）                      | 3:55                               |
| 10.                                | For Adun (神族主题曲)（"Novasonic"作曲）                 | 2:46                               |
| 11.                                | Rescue The Marines (Radio Version)（"Honey Family"作曲） | 3:32                               |
| 12.                                | Epilogue（暴雪娱乐作曲）                                 | 5:04                               |
| 13.                                | Nonstop Remix（暴雪娱乐作曲）                            | 6:53                               |
| 总时长：                           | 总时长：                                                 | 56:49                              |

| 《星海爭霸》原聲帶 曲目列表 | 《星海爭霸》原聲帶 曲目列表          | 《星海爭霸》原聲帶 曲目列表 |
| 曲序                        | 曲目                                 | 时长                        |
| --------------------------- | ------------------------------------ | --------------------------- |
| 1.                          | StarCraft Main Title                 | 2:26                        |
| 2.                          | First Contact                        | 1:56                        |
| 3.                          | Terran One                           | 4:56                        |
| 4.                          | Terran Ready Room                    | 0:45                        |
| 5.                          | Terran Two                           | 3:56                        |
| 6.                          | Terran Defeat                        | 0:50                        |
| 7.                          | Terran Three                         | 4:24                        |
| 8.                          | The Death of the Overmind            | 1:49                        |
| 9.                          | Protoss One                          | 4:44                        |
| 10.                         | Protoss Ready Room                   | 1:26                        |
| 11.                         | Protoss Two                          | 4:51                        |
| 12.                         | Protoss Defeat                       | 1:00                        |
| 13.                         | Protoss Three                        | 5:03                        |
| 14.                         | Zerg Ready Room                      | 0:31                        |
| 15.                         | Zerg One                             | 4:40                        |
| 16.                         | Zerg Defeat                          | 0:24                        |
| 17.                         | Zerg Two                             | 5:07                        |
| 18.                         | Zerg Victory                         | 0:34                        |
| 19.                         | Zerg Three                           | 5:06                        |
| 20.                         | Brood War: Aria                      | 2:06                        |
| 21.                         | Funeral for a Hero                   | 0:32                        |
| 22.                         | Terran Victory                       | 0:52                        |
| 23.                         | Dearest Helena                       | 0:54                        |
| 24.                         | The Ascension                        | 0:52                        |
| 25.                         | Char Falls Under Directorate Control | 0:43                        |
| 26.                         | Fury of the Xel'Naga                 | 3:07                        |
| 总时长：                    | 总时长：                             | 63:34                       |

### 協力廠商程式
《星海爭霸》發行後，許多遊戲愛好者開發出了協力廠商程式，實現了許多遊戲本身不具備的功能，例如功能更加強大的地圖編輯器、錄影分析工具和人工智慧開發工具。以下是幾類主要的協力廠商程式。
- 地圖編輯器：與遊戲自帶的StarEdit相比，這些協力廠商地圖編輯器通常可以進行更複雜的設計，使地圖元素更加豐富細膩。例如使用Delphi語言編寫的ScmDraft，已經成為韓國職業聯賽的標準地圖編輯器[48]。

- 錄影分析軟體：用於分析《星海爭霸》遊戲錄影的軟體。它可以分析玩家的各種操作（如選擇、攻擊、建造以及熱鍵），並計算出其APM。代表軟體BWChart[49]。

- 遊戲外掛程式：一種通過注入DLL在遊戲介面中添加更多實用功能的協力廠商外掛程式。典型如ChaosLauncher（原名BWLauncher和AdvLoader），可以實現保存聊天記錄、保存第一視角錄影、即時顯示APM、啟動觀看者模式等[50]。

- 人工智慧腳本：一系列人工智慧指令集，用來製作出更加強大的電腦對手，並可以更精細地操作單位。代表如使用官方AI腳本BWAI[51]、以及Google Code平臺上使用Visual C++和LUA語言開發的BWAPI[52]。

## 资料片与其他版本

### PC资料片
《星际争霸》发布前，暴雪娱乐放出了一个共享版本的游戏游戏演示。这是一小套单人任务，取名为“隐现”（Loomings）。任务包含一个教学关和三个任务关，发生在刚刚遭受虫族入侵的联邦殖民地查尔·莎拉。起初这个任务包作为了《星际争霸》的前传，而暴雪随后于1999年将其改制为一套附加剧情在Battle.net上发布。
《星际争霸》同样还包含了另一套附加任务“奴役”（Enslavers），含有人族和神族总共5个关卡。剧情讲述了一个意图控制脑虫的人族罪犯被人族帝国和神族最高议会同时追捕的故事。这套任务同时作为地图编辑器的范例，展示许多编辑器的功能。
《星际争霸》的第一个资料片《星际争霸：惑星暴乱》于1998年7月31日发布，描述了一群人类殖民者及神族舰队与虫族所发生的战斗。媒体对Insurrection的评价并不高，批评其“缺乏原作的品质”。数月后资料片《星际争霸：天降神罚》（Retribution）发布，讲述了一段三个种族争夺一块蕴含巨大能量的水晶的情节。但此片仍然反应平平，只不过被认为具有些挑战性。
1998年11月30日，暴雪发布了官方的资料片《星际争霸：母巢之战》。《母巢之战》由暴雪公司与Saffire共同开发，获得了大量与原作同样高度的评价。《母巢之战》延续了《星际争霸》的剧情，并为每个种族增加了新的作戰單位、科技，以及对游戏平衡性的調整。目前各项星际争霸赛事均采用《母巢之战》作为标准比赛版本，包括WCG。

<div font-size:"75%">《星际争霸64》提供了一个重新设计的低分辨率游戏界面，适用于任天堂64。

### 任天堂64
2000年，由暴雪娱乐和Mass Media Games合作开发的《星际争霸64》在任天堂64平台上发行。该版本不仅包含了《星际争霸》和《星际争霸：母巢之战》的所有任务关卡，另增加了两个教学关，和一个新的隐藏任务“Resurrection IV”（复活IV）。《复活IV》发生在《母巢之战》剧情之后，讲述了吉姆·雷诺等人在布拉西斯行星上营救被感染的斯图科夫——前地球远征军副总司令的故事。其中，《母巢之战》的任务必须使用任天堂64 4MB扩充卡才能运行。《星际争霸64》重新设计了操作界面，还提供了两个玩家控制一个种族的模式。《星际争霸64》不具备多人游戏的能力，没有任务中的语音对话，过场影片也被缩短，因此受欢迎程度远不及原作。起初暴雪计划在PlayStation平台上开发这一版本，但最后选择了任天堂64。

### 重製版
由暴雪娛樂共同創辦人及執行長迈克尔·莫怀米於3月26日展示《星海爭霸》重製版遊戲畫面，將支援 4K 解析度，預定2017夏季推出。於2017年8月14日《星海爭霸》及《星海爭霸：怒火燎原》資料片高畫質重製版正式發售，本作持續使用原版的傳奇遊戲引擎，並經過全新線上功能強化，為多人對戰體驗換上全新現代風貌。另外，《星海爭霸》高畫質重製版提供玩家對戰配對功能及排行榜、雲端儲存，以及與原版《星海爭霸》及《怒火燎原》的完整多人對戰相容性。《星海爭霸》高畫質重製版發售 Windows 及 Mac PC 數位版本。
《星海爭霸》高畫質重製版帶給玩家多種全新更新及功能，包括：
- 《星海爭霸》及《星海爭霸：怒火燎原》資料片畫質升級
- 寬螢幕 UHD 支援最高 4K 解析度
- 對戰配對功能及排行榜
- 可追蹤個人戰績統計的玩家個人檔案
- 雲端儲存戰役進度、熱鍵及對戰回播
- 更高的音樂及音效保真度
- 可轉換13種語言進行遊戲[62]
- 單鍵切換《星海爭霸》高畫質重製版與原版《星海爭霸》

## 销量与评价
《星际争霸》发行于1998年，一年内即售出了150万套，成为当年销量最好的PC游戏。截至2009年2月，《星际争霸》的总销量超过1100万套。游戏的发行同时使Battle.net上多人对战的用户数量增长至了原先的8倍；《星际争霸》因而成为最流行的联机对战游戏之一。
《星际争霸》获得了媒体的大量好评。许多评论家认为，尽管游戏或许没能跳出当今大多数即时战略游戏的惯用模式，但在當時，它无疑是同类游戏中最優秀的之一。此外，大多数评论家还称赞了游戏三个截然不同的种族的设计，称其不仅跳出了以往游戏两个相似阵营的设计，并且在平衡性上也做得非常出色。GameSpot赞扬道其“避开了那个困扰着每个同类型游戏的问题”，以及“定义了这一类型的游戏，并使此后的所有即时战略游戏皆遵从这一标准”。IGN特别强调，《星际争霸》可谓史上最佳的即时战略游戏之一。评论家同样赞扬了游戏故事的设定，以及其呈现方式。游戏的音效和配音特别得到了好评，GameSpot在随后称赞其是当时的十大最佳游戏音效之一。多人联机部分也得到了积极的评价。《星际争霸》曾荣获数个奖项，包括IGN与GameSpot颁发的“史上最佳游戏”奖。暴雪表示，《星际争霸》总计荣获37个奖项，包括2006年初洛杉矶Metreon购物中心举办的“游戏巡礼”活动中的一枚星章。
尽管在当时倍受好评，《星际争霸》的绘图和音效并不能与后期的游戏相提并论。而游戏中的人工智能寻径系统也遭到了批评。PC Zone批评开发者无法开发出一个有效率的寻径系统，称这是“在即时战略游戏中最容易激怒玩家的部分”。有些评论家也批评了游戏允许玩家快攻（rush）的设计，因此暴雪在此后的游戏补丁中两次调整了平衡性，限制了快攻战术的使用。
任天堂64版本的《星际争霸64》得到的分数普遍不如原版，并被批评了其粗劣的画质。但评论家同样肯定了高效率的控制界面，以及得以保留的高品质音效。

## 游戏文化
《星际争霸》不断得到各种佳评，在《Edge》评选的“史上百佳游戏”中名列第37位。由于极高的流行度，《星际争霸》打破了《吉尼斯世界纪录大全》中的三项纪录：“销量最高的PC即时战略游戏”、“职业联赛收入最高的游戏”、“比赛观众最多的游戏”。
此外，《星际争霸》曾经进入过真正的星际空间。在1999年的航天飞机任务STS-96中，美国宇航员丹尼尔·巴利将一套《星际争霸》带入了太空。这套游戏环绕地球153圈后返回地面，现收藏于美国加利福尼亚州的暴雪娱乐总部。《星际争霸》还被用于进行学术研究。2009年初，柏克萊加州大學开办了一个预备课程，通过游戏来进行战略和理论研究。

### 职业联赛
《星际争霸》在韩国极受欢迎，销量超过450万套，并成功发展出了完整的职业联赛制度。职业玩家在韩国属于社会名流，并在三个专门的电视台上进行现场对抗。职业星际选手可以获得电视台的签约、赞助以及比赛奖金。最著名的一位星际选手林遥焕（Slayer_'Boxer'）拥有超过50万人的爱好者俱乐部；唯一可以与Boxer抗衡的神族选手林胜春（IntoTheRain），被称为God Of The High Templar和Greatest Ones of Protoss；同期顶尖的虫族选手洪榛浩（Yellow）被称为Storm Zerg；而另一位选手李允烈（NaDa）则表示在2005年的各大赛事中收获了20万美元。

### 小说
《星际争霸》的故事情节被改编成为了数部小说。第一部《起义》（Uprising）由暴雪员工米琪·奈尔森所作，出版于2000年12月，作为了《星际争霸》剧情的前传。另外两部——杰夫·格鲁伯所作的《利伯蒂的远征》（Liberty's Crusade）和艾伦·罗森堡的《刀锋女王》（Queen of Blades）——则通过了不同的视角讲述了游戏内容。在2007年的BlizzCon上，《星际争霸》剧情的原作者克里斯·梅森希望能将《星际争霸》和《母巢之战》的全部剧情改编为小说。此后的小说，如加百列·麦斯塔创作的《萨尔娜迦之影》（Shadow of Xel'Naga）和《黑暗圣堂传奇》（The Dark Templar Saga）则扩充了剧情主线，并建立了《星际争霸II》的故事设定。

### 桌上游戏
以《星际争霸》中的人物角色和兵种形象为原型，ToyCom公司生产了许多的仿真玩具人和可收藏的雕像科学塑料模型公司同样按照1:30的比例尺生产了许多模型玩具，包括人族的机枪兵和虫族的刺蛇。此外，暴雪娱乐还与幻想飞行游戏合作了一款星际争霸桌上游戏，包含了更加丰富的《星际争霸》角色塑像；并授权威世智公司出品了一个基于Alternity的RPG《星际争霸：探险》。